# József Eötvös

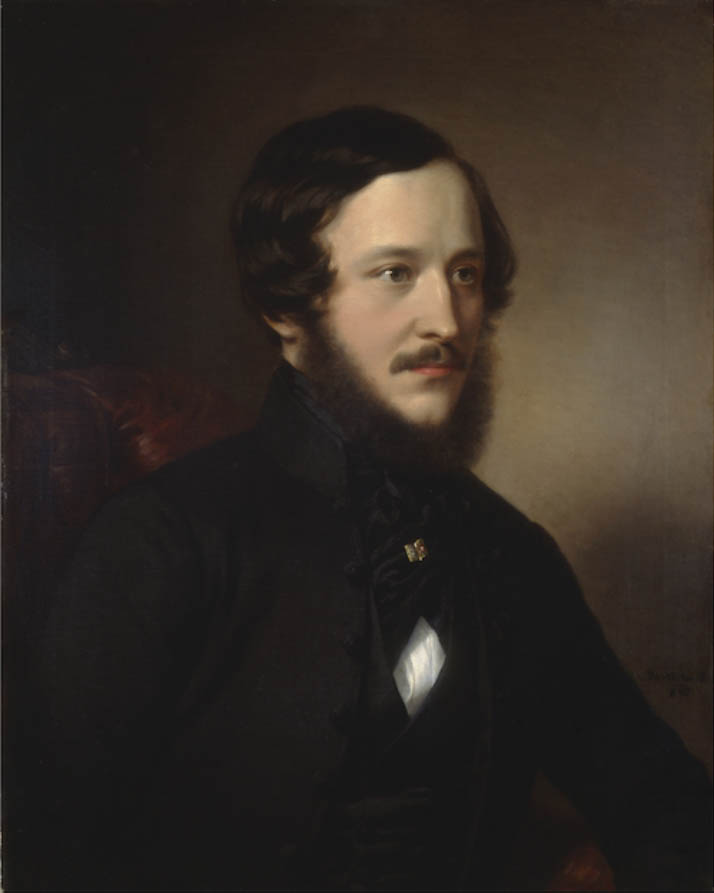
József Eötvös

Baron József Eötvös de Vásárosnamény (Boeda, 3 september 1813 – Pest, 2 februari 1871) was een Hongaars schrijver en staatsman.

## Biografie
Eötvös stamde uit een adellijke Hongaarse familie en genoot een uitstekende opleiding. Hij stond bekend om zijn eloquentie en zijn progressieve ideeën. Tijdens de Hongaarse Revolutie van 1848 werd hij minister van Godsdienst en Onderwijs in de regering-Batthyány, de eerste Hongaarse regering. Na het neerslaan van de revolutie door de Oostenrijkers onthield Eötvös zich een tijdlang van ieder politiek engagement, het zogenaamde "passief verzet".
In de loop van de jaren 1860 ontwikkelde hij zich tot een volgeling van Ferenc Deák. In 1866 werd hij voorzitter van de Hongaarse Academie van Wetenschappen. In 1867 accepteerde hij opnieuw de portefeuille Godsdienst en Onderwijs in de regering-Andrássy. In die hoedanigheid streed hij voor religieuze vrijheid, maar botste hierbij op hevige weerstand van de katholieken. 